# 금산남부체육문화센터
금산남부체육문화센터(錦山南部體育文化센터, Geumsan Nambu Sports and Culture Center)는 대한민국 충청남도 금산군에 있는 스포츠 시설이다. 인조잔디 필드가 갖춰진 축구장이 조성되어 있다. 폐교된 남일중학교 부지를 활용하여 건설되었다.

## 참고 문헌
- 《전국 공공체육 시설 현황 (2017년말 기준)》. 대한민국 문화체육관광부. 2019.

## 같이 보기
- 남일중학교 (충남)